# Женский университет Ихва
Женский университет Ихва (кор. 이화여자대학교, 梨花女子大學校, Ihwa Yeoja Daehakgyo, Ihwa Yŏja Taehakkyo) — негосударственный женский университет в центре Сеула, Южная Корея. Одно из самых крупных и известных высших учебных заведений в городе, а также самый большой в мире женский университет. Ихва был основан в 1886 миссионеркой американской методистской церкви Мэри Ф. Скрэнтон. Символ университета — цветок груши, корейско-китайское название которого дало университету имя Ихва.
Член Ассоциации христианских университетов и колледжей Азии (англ. Association of Christian Universities and Colleges in Asia, ACUCA).

## История

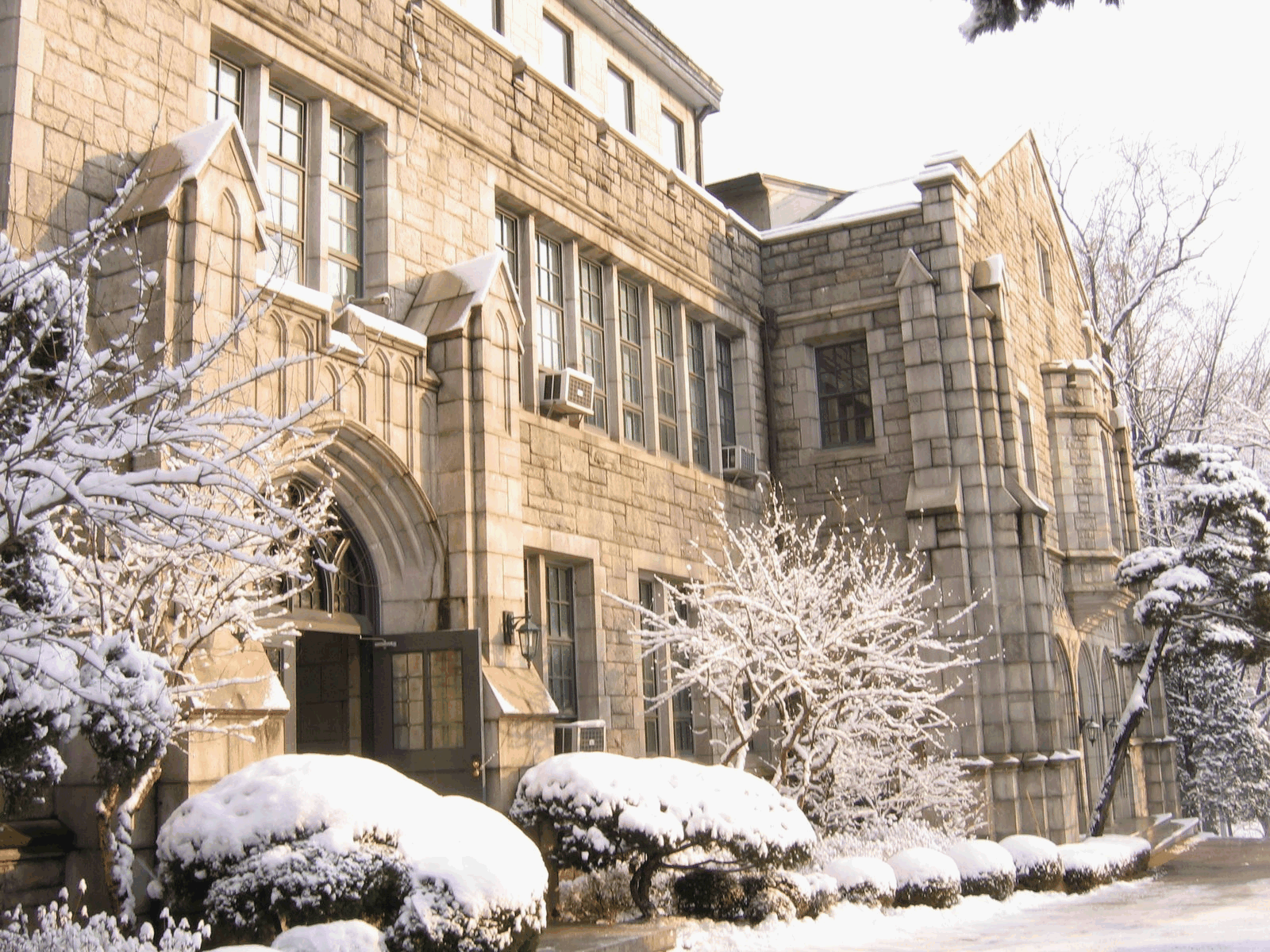
Университетский кампус

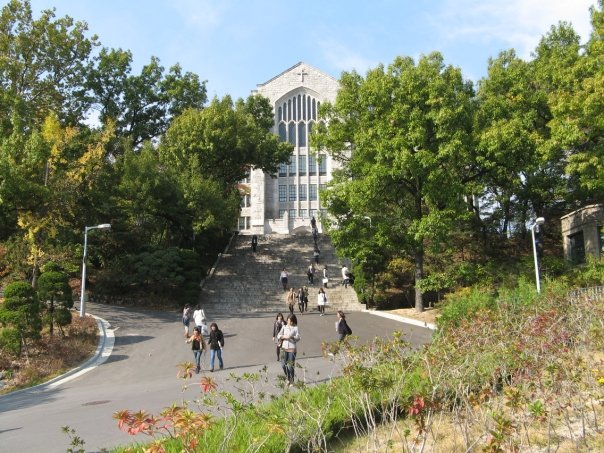
главный вход в университет

Женский университет Ихва основан на базе миссионерской женской школы Ихва Хакдан (Ewha Hakdang; 이화학당 梨花學堂) Мэри Ф. Скрэнтон, которая впервые открылась 31 мая 1886 года для единственной ученицы (Lee, 2001). В следующем году Император Коджон даровал школе название, означающее «Академия цветка груши». В 1910 году в учреждении были введены колледжские курсы, а в 1925 — профессиональные курсы для женщин. Сразу после освобождения Кореи 15 августа 1945 года колледж получил статус университета и стал первым в корейской истории официально организованным вузом.
Многое в истории Кореи впервые было сделано именно в Университете Ихва: здесь обучались первая корейская женщина-врач, Эстер Пак; первая женщина-кандидат наук, Хелен Ким (которая впоследствии стала первым корейским ректором университета Ихва); первая корейская женщина-адвокат, Ли Тэён; первая женщина-судья в Конституционном суде, Чон Хёсук, и первая женщина-премьер-министр, Хан Мёнсук.
Стремление сохранять лидирующие позиции в женском образовании воплощается в новом девизе университета: Ихва впереди(«Frontier Ewha»).
- 1886 — в мае Мэри Ф. Скрэнтон, американская методистская миссионерка, открывает в своем доме школу для единственной ученицы. В ноябре завершается строительство школьного здания в Чондоне (старый корпус Университета Ихва);
- 1887 — король Коджон дает школе официальное название «Ихва»;
- 1910 — открытие колледжских курсов;
- 1925 — открытие Женской Профессиональной Школы Ихва;
- 1935 — Ихва переезжает на свой нынешний кампус в районе Содэмунгу;
- 1946 — Ихва становится первым в Корее университетом для женщин;
- 1950 — открытие отделения магистратуры и аспирантуры;
- 1977 — открытие курсов женских исследований (Women’s Studies);
- 1984 — открытие Отделения Непрерывного образования;
- 1996 — открытие Инженерного Факультета, первого факультета такого профиля в женских университетах;
- 2001 — основание Отделения Международных Исследований;
- 2003 — впервые отменён запрет на поступление замужних женщин[4];
- 2006 — Ихва запускает Программу глобального сотрудничества Ихва (Ewha Global Partnership), а также завершает реставрацию Ихва Хактанг;
- 2007 — Ихва учреждает Факультет Скрэнтон, специализированный факультет начального высшего образования (бакалавриат), включающий Программу отличий и Программу международных исследований;
- 2008 — впервые замужняя женщина, Ки Сонхва, становится выпускницей Ихва[5].

## Структура отделения начального высшего образования (бакалавриат)
Отдел начального высшего образования в Ихве включает 11 факультетов и 65 кафедр.
- Гуманитарный факультет
- Факультет социологии
- Инженерный факультет
- Факультет естественных наук
- факультет искусств (музыка/изобразительное искусство/дизайн)
- Юридический факультет
- Фармацевтический факультет
- Педагогический факультет
- Факультет делового администрирования (MBA)
- Медицинский факультет
- Факультет Скрэнтон (программа отличий, Международные исследования)

Факультет Скрэнтон открыт 1 марта 2007 года. Получил своё название в честь Мэри Ф. Скрэнтон, основательницы университета. Факультет имеет уникальную программу, стоящую в центре проекта «Глобальная Ихва 2010» (‘Global Ewha 2010 Project,’) и ставит своей целью развить у студентов навыки, необходимые лидерам в условиях глобализации. Факультет делится на две кафедры: Программа отличий Скрэнтон, включающая множество дисциплин, и Отделение международных исследований, которое сосредоточено на обучении студентов эффективной работе на международной арене. Скрэнтон предлагает всесторонние междисциплинарные курсы, дающие студентам более свободный, творческий и индивидуальный подход. Преподавание ведется в маленьких группах, на английском языке, также практикуются стажировки за рубежом, способствующие развитию открытого, гибкого мышление и более широких взглядов, что необходимо в век глобализации. Отделение Международных исследований, основанное в марте 2001 года, стало первым в Корее, где преподавание ведётся на английском языке. В настоящее время Отделение международных исследований Факультета Скрэнтон предоставляет студентам индивидуальные курсы обучения, позволяющие получить международный опыт в интересующей области

## Структура отделений магистратуры и аспирантуры
Отдел магистратуры и аспирантуры — 13 факультетов.
- Факультет международных исследований
- Факультет перевода
- Факультет социальной работы
- Факультет бизнеса
- Медицинский факультет
- Педагогический факультет
- Факультет дизайна
- Факультет теологии
- Факультет политической науки
- Факультет музыки в современных СМИ
- Факультет клинической медицины
- Факультет зубной хирургии

## Достижения
С XIX века по сегодняшний день Университет Ихва выпустил более 170 000 человек. В XXI век Ихва входит с проектом Предприимчивый Ихва (Initiative Ewha), цель которого — становление университета как всемирно признанного высшего образовательного учреждения. Приём в Женский университет Ихва проводится на конкурсной основе. Согласно рейтингу корейских университетов, опубликованному в газете Чунганг Дэйли, Женский университет Ихва находился на 9-м месте в 2003 году и на 8-м в 2007-м. Однако, Ихва имеет высокий Индекс удовлетворённости потребителей и последние 4 года входит в тройку лучших. В 2005 году Ихва также возглавила список общих достижений университетов, составленный Корейским советом по высшему образованию.

### На международном уровне
- Пекинский университет назначает День Университета Ихва
- Ихва становится единственным в Корее партнёром программы Гарварда в Азии (Harvard College in Asia Program, HCAP)
- Ихва, Колледж Уэллсли и Колледж Барнар подписали соглашение о совместном развитии Мировой программы женского лидерства

### На национальном уровне
- 15 из 32 женщин-министров являются выпускницами Ихва (46,8 %)
- 17 из 40 женщин-членов 17-го парламента являются выпускницами Ихва (32,5 %)
- Ихва занимает 5-е место в рейтинге по количеству выпускников, сдавших квалификационные экзамены, позволяющие занимать должности в судебной системе, загсах, Министерстве иностранных дел (2007)
- Ихва стал вторым по количеству лидеров среди выпускниц (2005)
- Ихва получил самый высокий Индекс удовлетворенности потребителей (National Customer Satisfaction Index — NSCI) среди университетов в категории общая оценка (1995, 2005)

### Исследования
- Выдающиеся специализированные программы: Наука о жизни и Программы международного развития
- В 2006 включен в проект Центрального национального исследовательского центра: Центр изучения передачи сигнала в клетке & новых лекарственных препаратов
- Включен в Креативный Исследовательский проект: Центр исследования космического телескопа на основе микроэлектромеханических систем, Исследовательский центр Симбио
- Включен в Корейский гуманитарный проект: Группа исследования трансгуманизма

### Почётные члены Исследовательской Академии Ихва
- Мухаммад Юнус, Президент Гремин банка, лауреат Нобелевской премии Мира, 2006
- проф. Роберт Х. Граббс, Лауреат Нобелевской премии в области химии, 2005
- проф. Фрэнсис Фукуяма, автор «Конца истории»
- проф. Джоселин Б. Бёрнелл, первооткрыватель пульсаров
- проф. Чхве Джинхо, лауреат премии. Выдающийся учёный Кореи
- проф. Пак Кёнсо, первый корейский посол по правам человека
- проф. Ли Согу, первый лауреат Корейской государственной премии
- проф. Син Ёнха, лауреат премии Корейской академии наук
- проф. Чин Дуккю, первый президент Исследовательской Академии Ихва

### Студентки
- Ихва занимает 4-е место по количеству выпускников, сдавших государственный экзамен для работников органов судебной власти
- Студентки Ихва завоевали 1-й приз в конкурсе «Азия-Дебаты», где они соревновались со студентами со всего мира.
- Научная статья студентки младших курсов университета Ихва опубликована в ведущем международном химическом журнале[где?].
- Ли Юнджин, студентка третьего курса, открыла механизм переноса кислорода в протеинах.
- Чхве Юнсун стала самой молодой участницей Всемирного Экономического Форума, ведущей дебаты с премьер-министром Великобритании Гордоном Брауном.
- Пак Нахи, студентка Ихва, стала лауреатом престижной международной научной премии для молодых ученых журнала «Ядерные инструменты и методы в физических исследованиях» (Nuclear instruments and methods in physics research, NIMA Young Scientist Award)(2007)[6], участвуя в проекте НАСА «NASA Space Structure Research».

### Известные выпускницы
Ewha Womans University alumni
- Пан Джиён — пианистка
- Хан Мёнсук, (1967, французская литература) — первая женщина премьер—министр Кореи
- Грейс Пак — LPGA игрок в гольф, участница Женской Профессиональной ассоциации игроков в гольф (LPGA)
- Юко Фуэки — японская актриса
- Ю Квансун — лидер Движения первого марта
- Эстер Пак (1886, школа Ихва) — первая женщина-врач
- Ха Ранса (1895, школа Ихва) — первая корейская женщина, получившая американскую степень бакалавра в области искусства (Bachelor of Arts degree)
- Хелен Ким (1918, колледж) — первая женщина-кандидат наук, первая женщина-бакалавр в области искусства (1914)
- Ли Тэён (1936, внутренняя экономика) — первая женщина-адвокат
- Чан Хевон (1950, фармацевтика) — первая женщина-химик
- Чан Мёнсу (1964, журналистика и СМИ) — первая женщина — генеральный директор (СЕО) ежедневной газеты
- Чен Син-э (1965, английская литература) — помощник секретаря Министерства Труда США
- Ли Соннам (1970, английская литература) — первая женщина-член Комитета по денежной политике
- Чен Хесук (1973, юрист) — первая женщина-судья в Конституционном суде Кореи
- Но Сок-ми (1980, управление бизнесом (MBA) — первая в Корее женщина CPA
- Ли Хьянним (1984, биология) — первая женщина — генеральный директор в отрасли автомобильного импорта
- Чхве Ин-а (1984, политическая наука и дипломатия) первая женщина — исполнительный директор в компании Самсунг (Executive Vice President)
- Сон Джиэ (1985, политическая наука и дипломатия) — первый в Корее директор CNN-Сеул
- Хон Ынджу (2003, физкультура) — самый молодой международный футбольный арбитр
- Ким Юн Ок (1970, гуманитарные науки и менеджмент) — первая леди Республики Корея (2008—2013).

## Название на английском языке
Хотя может показаться, что в английском названии (Ewha Womans University) 2 грамматические ошибки, в конце XIX веке, когда был основан университет, правильным написанием в английском языке являлось именно «womans» (а не women’s). В силу исторических причин университет сохранил ошибочное написание без апострофа.

## Архитектура
В 2008 году в университете состоялось открытие оригинального и многофункционального здания «Комплекс кампуса Ихва» (Ewha Campus Complex, ECC), спроектированного известным французским архитектором Домиником Перро. Проект был представлен на Всемирном Фестивале Архитектуры в Барселона в 2008 году и вошёл в список допущенных к последнему туру конкурса.

## Фотогалерея

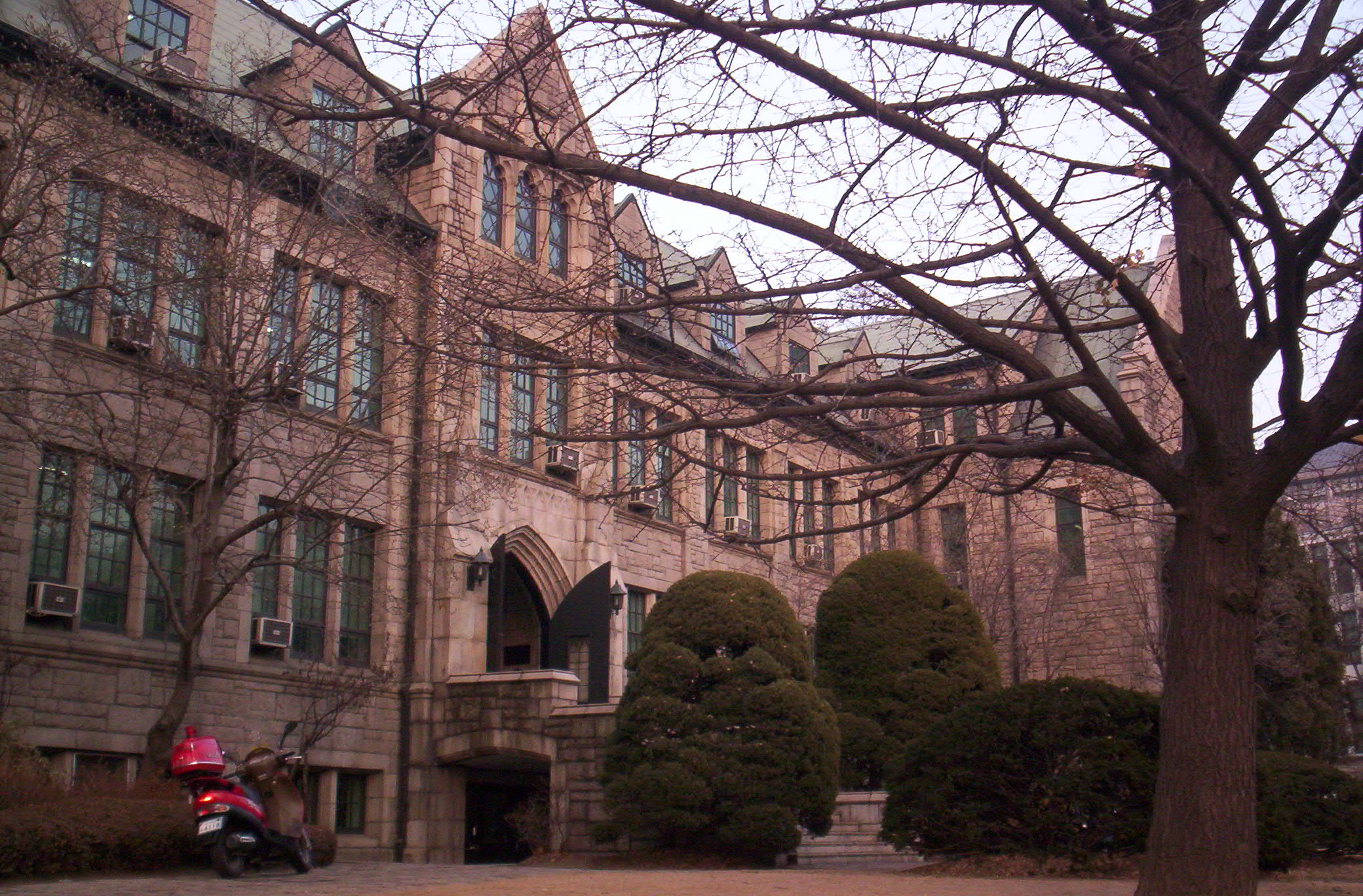